# Aloomba calcaris
Aloomba calcaris är en stekelart som beskrevs av Girault 1921. Aloomba calcaris ingår i släktet Aloomba och familjen gallglanssteklar. Inga underarter finns listade i Catalogue of Life.